# Stigmatochromis pholidophorus
Stigmatochromis pholidophorus, noto comunemente anche come candle hap, è una specie di ciclidi haplochromini endemica del Lago Malawi che vive in aree sabbiose. Può raggiungere una lunghezza di 10,8 cm. TL. È presente nel commercio di pesci d'acquario.